# Kyrie Eleison (banda)
Kyrie Eleison fue una banda de power metal Sinfónico proveniente de Argentina.

## Historia
La historia de la banda comienza a mediados de 1998 cuando Diego Ribeiro Couto (guitarra) contacta a Horacio Carrizo (bajo), que se incorpora a una estructura conformada además por voz y batería. Tras algunas presentaciones llega la primera deserción, que los obliga a iniciar una larga búsqueda de baterista y llega a la banda en mayo de 1999 Sergio Vázquez (ex Vehemencia y Manifiesto), que debió adaptarse a la incorporación de teclados secuenciados. Luego de varias presentaciones llega el alejamiento vocal y esto pone punto final al estilo desarrollado hasta ese momento.
Luego de varias reuniones los tres integrantes restantes deciden realizar un proyecto en el cual se vuelquen los gustos musicales de cada uno de ellos y mientras se buscaba un vocalista que se incorpore a la nueva idea, comienza el armado y composición de temas, cuyas letras enfocarían asuntos sociales, reales y no ficticios, como acostumbraba el estilo. Se incorporan teclados orquestales, coros, melodías armoniosas rápidas y lentas que junto a los ritmos rápidos de doble bombo, guitarras distorsionadas y arreglos progresivos, hacen que las canciones pasen por distintos climas, lo que conforma una particularidad de la banda.
Después de un largo tiempo de audicionar muchos cantantes, se incorpora en junio de 2003 Alejandro Fernández (proveniente de Magiar), en principio para la grabación, pero más adelante decide unirse al proyecto, participando también en la composición de los temas.
Kyrie Eleison vuelve a realizar shows en vivo a partir de mayo de 2007 después de haber finalizado por completo su primer larga duración.
Finalmente, en septiembre de 2007 se edita en Argentina la primera producción de la banda, titulada "...In The Arms Of Decadence" por el sello Black Medusa. Este álbum también se edita en Japón en octubre del mismo año por el sello Stay Gold.

## Integrantes
- Alejandro Fernández - Voz
- Diego Ribeiro Couto - Guitarra y Teclados
- Horacio Carrizo - Bajo
- Sergio Vázquez - Batería

## Músicos invitados
En las grabaciones participan los siguientes músicos:
- Coro: Eugenia Rivadeneira, Virginia Saccomano, Verónica Aiudi, Karina Varela, Ingrid Tieffemberg, Florencia Ferro, Laura González, Eugenia Dobler, Gabriel Navarro, Guillermo Saccomano, Javier Silva, Javier García, Sebastián Fernández, Andrés Deluchi.
- Violín: Javier Cárdenas.
- Chelo: Ramiro Álvarez.

## Discografía
- "Kyrie Eleison" (EP) - 2005
- "...In The Arms Of Decadence" - 2007